# Škoda Superb
 Denne artikel omhandler den aktuelle Škoda Superb. For modellen af samme navn produceret mellem 1934 og 1949, se Škoda Superb (1934).
Škoda Superb er en personbilsmodel fra den tjekkiske bilfabrikant Škoda Auto. Bilen er af myndighederne officielt indordnet i den store mellemklasse, men af nogle instanser i fagpressen i den øvre mellemklasse Navnet Superb bæres efter traditionen af fabrikantens topmodel.

## Byggeserierne i overblik
- Superb I
(2001−2008)
- Superb II
(2008−2015)
- Superb III
(2015−2023)
- Superb VI
(2023−)